# Кариков, Порфирий Герасимович
Порфи́рий Гера́симович Ка́риков (25 марта 1923 года — 17 сентября 2003 года) — советский военный разведчик, полковник Советской армии, участник Великой Отечественной войны, обороны Сталинграда, освобождения Белоруссии, Украины и Восточной Европы. Полный кавалер ордена Славы.

## Биография
Родился 25 марта 1923 года в деревне Чувашские Сугуты (ныне село Сугуты, Батыревский район, Чувашия). По национальности — чуваш. Окончил среднюю школу в городе Чкаловске Нижегородской области, затем — республиканскую школу механизации сельского хозяйства. Работал трактористом.

### Великая Отечественная война
В Рабоче-крестьянской Красной армии с ноября 1941 года, был призван Чкаловским райвоенкоматом Чувашской АССР. Прошёл краткий курс подготовки в авиадесантном училище в Куйбышеве. В звании сержанта был направлен в 10-ю парашютно-десантную бригаду 5-го воздушно-десантного корпуса, который находился на отдыхе в городе Раменское Московской области. По прибытии был назначен командиром миномётного расчета.
В августе 1942 года 10-я парашютно-десантная бригада была преобразована в 117 гвардейский стрелковый полк, а 5 воздушно-десантный корпус соответственно — в 39 гвардейскую стрелковую дивизию, и направлена на Сталинградский фронт. Здесь Кариков впервые принял участие в боевых действиях, в боях под Сталинградом был ранен.
После излечения в госпитале был направлен в 54-ю гвардейскую стрелковую дивизию, в рядах которой воевал до самого окончания войны. Сражался на Южном, Юго-Западном, 3-м и 4-м Украинском, 1-м и 2-м Белорусском фронтах. В 1943 году вступил в ВКП(б).
В ночь с 30 апреля на 1 мая 1943 года Кариков вместе с разведывательной группой взял в плен двух «языков». Операция прошла бесшумно и без потерь, перед её проведением старшина два дня лично вёл наблюдение за местом, где она должна была пройти. Был представлен к ордену Красной Звезды, но был награждён медалью «За отвагу».
1 июля 1943 года Кариков вновь отличился в ходе операции по захвату «языка». В 7:00 после небольшой артиллерийской подготовки он вместе с группой разведчиков во главе с младшим лейтенантом Стрижаком атаковал немецкий блиндаж. «Язык» был взят в плен, также был уничтожен ещё один блиндаж и 20 солдат и офицеров противника. Кариков был представлен к ордену Красного Знамени, но был награждён орденом Красной Звезды.
13 декабря 1943 года в качестве помощника командира взвода пешей разведки 160-го гвардейского стрелкового полка 54-й гвардейской стрелковой дивизии 5-й ударной армии 4-го Украинского фронта гвардии старшина Кариков с группой разведчиков 13 декабря 1943 года у села Николаевка Великолепетихского района Херсонской области Украины блокировал дзот противника, уничтожил 15 немецких солдат и офицеров, немецкий пулемёт. Также Кариков взял в плен «языка», за которым наблюдал в течение 3-4 дней.
За мужество и отвагу, проявленные в боях, гвардии старшина Кариков 18 января 1944 года был награждён орденом Славы III степени.
В ночь с 11 на 10 февраля 1944 года Порфирий Кариков с разведывательной группой скрытно проник в расположение противника в районе села Малая Лепетиха Великолепетихского района Херсонской области (Украинская ССР), добыл ценные сведения о противнике, захватил немецкую штабную машину, установил место для форсирования реки Днепр и без потерь провёл советские стрелковые подразделения во вражеский тыл на 5 километров.
За мужество и отвагу, проявленные в боях, гвардии старшина Кариков 23 февраля 1944 года был награждён орденом Славы II степени.
В ночь с 13 на 14 марта 1944 года гвардии старшина Порфирий Кариков в том же боевом составе (3-й Украинский фронт) с группой разведчиков из 13 человек у села Костомаровка Березнеговатского района Николаевской области (Украинская ССР) пробрался в расположение противника, разведал место для переправы через реку Ингулец. Ударом с тыла бойцы под командованием Карикова помогли наступающей советской пехоте форсировать реку и овладеть селом.
Указом Президиума Верховного Совета СССР от 13 сентября 1944 года за образцовое выполнение боевых заданий командования в боях с немецкими захватчиками и проявленные при этом доблесть и мужество гвардии старшина Кариков был награждён орденом Славы I степени.
В октябре 1944 года приказом по 28-й армии Карикову было присвоено воинское звание «младший лейтенант».
В марте 1945 года Кариков в качестве командира 53-й отдельной гвардейской разведроты отличился в боях в Восточной Пруссии. Рота овладела населённым пунктом Каймкаллен, сам командир роты уничтожил немецкую батарею крупнокалиберных пулемётов и 26 солдат противника, также была взята в плен группа немецких солдат численностью 65 человек. 26 марта рота отбила контратаку превосходящих сил противника восточнее Фоллендорфа.
Участвовал в боях по освобождению Чехословакии, где и окончил войну. Всего за годы войны Кариков захватил в общей сложности 26 языков, 3 из которых являлись офицерами.

### После войны
После войны продолжил службу в Вооружённых Силах СССР. В 1956 году окончил Военную академию бронетанковых войск. Служил на различных должностях в Белорусском военном округе в военном городке Уручье, в городах Бобруйск и Поставы.
С 1975 года — военный советник в Сирии.
С 1977 года — заместитель командира дивизии в Одесском военном округе. В 1978 году ушёл в запас в звании полковника. Занимался военно-патриотическим воспитание молодёжи, в 1984 году «за активное участие в общественно-политической жизни, плодотворную работу по воспитанию молодёжи и в связи с 40-летием освобождения Советской Украины от немецко-фашистских захватчиков» был награждён почётной грамотой Президиума Верховного Совета Украинской ССР. Баллотировался кандидатом в депутаты одесского Совета.
Жил в Одессе, затем в городе Витебске, куда переехал в 1997 году.
Умер 17 сентября 2003 года. Похоронен в Витебске.

## Семья
Отец — Герасим Григорьевич Кариков, работал в сугутской церкви дьяконом, был награждён Георгиевским крестом. В хоре этой же церкви пела мать Порфирия.
Порфирий Герасимович был женат, вместе с женой воспитывал дочь.

## Награды
- Полный кавалер ордена Славы:
  - Орден Славы I степени — 13 сентября 1944 года (орден № 22)[1]
  - Орден Славы II степени — 23 февраля 1944 года[1]
  - Орден Славы III степени — 18 января 1944 года (орден № 7096)[1]
- Орден Красного Знамени (17 мая 1945 года)[3]
- Орден Отечественной войны I степени (6 апреля 1985 года)[10]
- Орден Красной Звезды (3 июля 1943 года)[5]
- Орден «За службу Родине в Вооружённых Силах СССР» III степени[1]
- Медали, в том числе:
  - Медаль «За отвагу» (7 мая 1943 года)[4]
  - Две медали «За боевые заслуги»[1]
  - Медаль «За взятие Кёнигсберга» (1945)[11]
  - Медаль «За взятие Берлина» (1945)[12]
- Орден «За службу Родине» II степени (Беларусь, 15 апреля 1999 года)[1][13].
- Звание «Почетный гражданин села Сугуты»[14]
- Почётные грамоты Президиума Верховного Совета Молдавской ССР и Президиума Верховного Совета Украинской ССР[9]
- Награды Польши, Чехословакии и Сирии[1]

## Память
- Имя Карикова и 30 полных кавалеров ордена Славы высечено на Доске Героев в Одессе. Доска была торжественно открыта 2 ноября 2011 года Театральной площади у здания Одесского национального академического театра оперы и балета[15].
- В Сугутах имя Карикова носит улица, на которой он родился и жил[14]. На здании средней Сугутской средней общеобразовательной школы, где он учился, установлена мемориальная доска. В комнате боевой славы Сугутской средней общеобразовательной школы оформлен стенд, посвящённый Карикову[14].
- В Батыревском районе проводится турнир по вольной борьбе среди юношей и девушек памяти Карикова[16].